# Friedrich Wilhelm Schuster
Friedrich Wilhelm Schuster (Szászsebes, 1824. január 29. – Nagyszeben, 1912. február 4.) erdélyi szász költő, evangélikus lelkész.

## Élete
Középiskoláit Nagyszebenben és Segesváron végezte, majd 1844-től a lipcsei egyetemen teológiát, filológiát és pedagógiát tanult. Szászsebesre visszatérve 1846. szeptember 16-ától rendes tanítónak alkalmazták az elemi iskolánál, ahol bevezette a tornászást. Itt kezdte el az erdélyi szász néphagyományok gyűjtését. Az ő nevéhez fűződik az első erdélyi szász népdalgyűjtemény kiadása. 1854-ben a szászsebesi algimnázium igazgatójává nevezték ki. 1869 decemberétől szászvárosi lelkész volt.
Politikai költeményeket és szépirodalmi dolgozatokat írt az erdélyi német hírlapokba és folyóiratokba; cikkei a szászsebesi evangélikus algimnázium Programmjában , az Archiv des Vereins für siebenbürgische Landeskunde-ban, illetve a Siebenbürgisch deutsches Tageblatt-ban jelentek meg.

## Művei
- Gedichte Schässburg, 1858.
- Siebenbürgisch-sächsische Volkslieder, Sprichwörter, Räthsel, Zauberformeln und Kinderdichtungen. Mit Anmerkungen und Abhandlungen. Hermannstadt, 1865.
- Seid einig. Abschiedsrede von Mühlbach. Als Manuskript gedruckt 1869.
- Alboin und Rosimund. Trauerspiel in fünf Aufzügen. Wien, 1884.
- Festrede, gehalten am 30. Mai 1889 bei der feierlichen Enthüllung des zum Andenken an den am 13. Oktober 1479 errungenen Sieg auf dem Brotfelde errichteten Denkmals. Wien, 1889. (Különnyomat a Siebenbürgisch-deutsches Tageblatt 4712. számából).